# Phanerotoma puchneriana
Phanerotoma puchneriana är en stekelart som beskrevs av Herbert Zettel 1992. Phanerotoma puchneriana ingår i släktet Phanerotoma och familjen bracksteklar. Inga underarter finns listade i Catalogue of Life.